# Mario Cipriani
Mario Cipriani (San Giusto, barri de Prato, Toscana, 29 de maig de 1909 - Ferrara, 10 de juny de 1944) va ser un ciclista italià, que fou professional entre 1929 i 1943. Va morir durant un bombardeig de la Segona Guerra Mundial.
En el seu palmarès destaca una victòria d'etapa al Giro d'Itàlia de 1933, així com diverses clàssiques italianes: Giro de Toscana, Milà-Torí o Giro del Piemont, entre d'altres.

## Palmarès
- 1928
  - 1r al Giro del Casentino
  - 1r a la Coppa Zucchi
- 1930
  - 1r a la Coppa Zucchi
- 1931
  -  Campió d'Itàlia categoria independent
  - 1r del Giro del Piemont
  - 1r del Giro de les dues províncies de Messina
  - 1r del Giro de les dues províncies de Prato
  - Vencedor d'una etapa del Giro de Campania
- 1932
  - 1r a la Milà-Mòdena
- 1933
  - 1r del Giro de les dues províncies de Prato
  - Vencedor d'una etapa al Giro d'Itàlia
  - Vencedor d'una etapa a la Predappio-Roma
- 1934
  - 1r al Giro de Toscana
  - 1r a la Milà-Torí
  - 1r del Giro dels Alps Apuans
  - 1r del Giro de les dues províncies de Prato
- 1935
  - 1r al Giro de Toscana
- 1937
  - 1r a la Coppa Zucchi

### Resultats al Giro d'Itàlia
- 1931. 18è de la classificació general
- 1932. 18è de la classificació general
- 1933. 9è de la classificació general. Vencedor d'una etapa
- 1935. 12è de la classificació general
- 1936. Abandona (3a etapa)
- 1937. 21è de la classificació general
- 1939. Abandona (14a etapa)

### Resultats al Tour de França
- 1935. Abandona (2a etapa)